# Anton von Prokesch-Osten

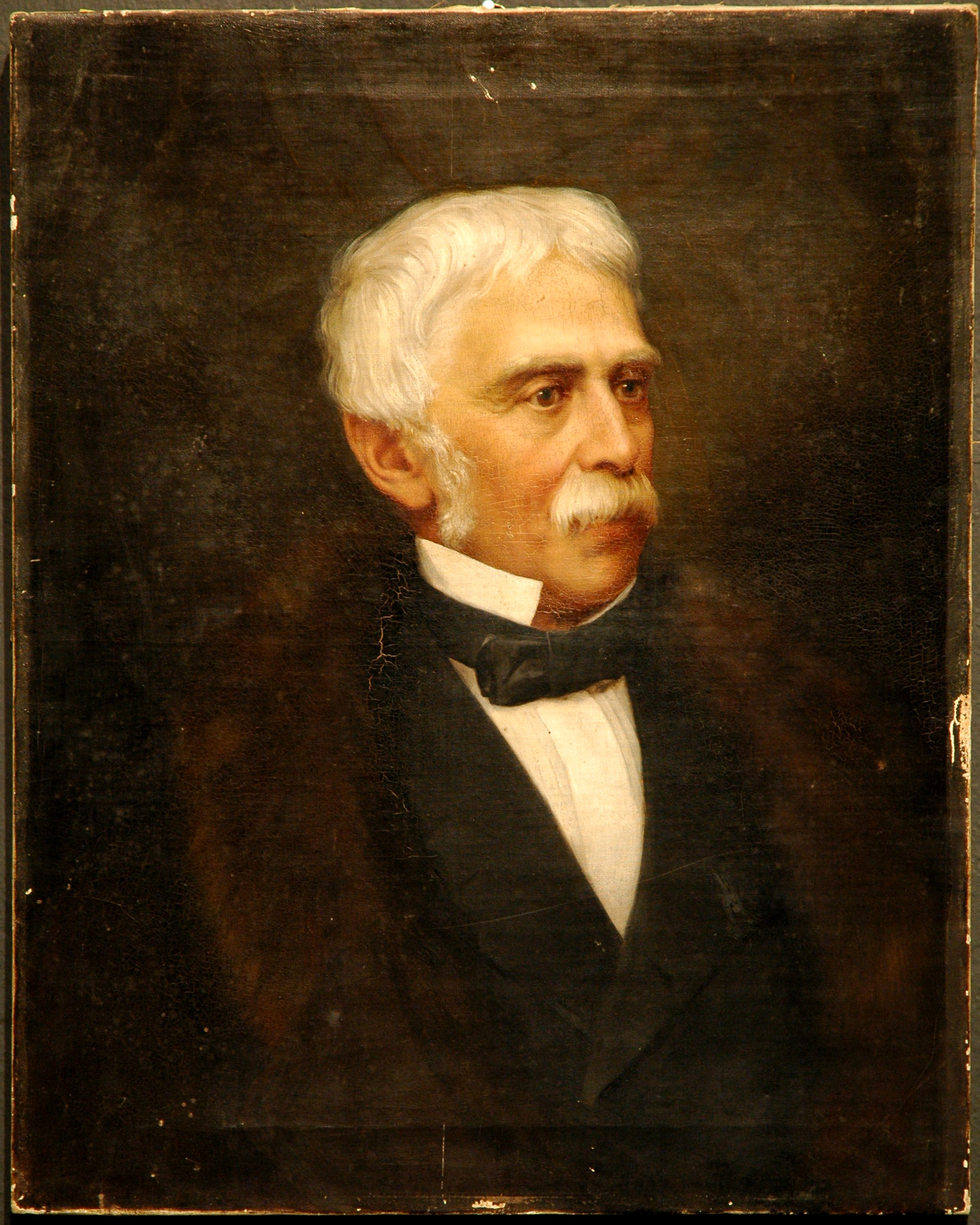
Anton von Prokesch-Osten

Anton von Prokesch-Osten (Graz, 1795. december 10. – Bécs, 1876. október 26.) gróf, osztrák államférfi.

## Élete
Grazban, majd Freiburgban nevelkedett és részt vett az 1813-15-ös francia hadjáratokban. 1815-ben Károly főherceg irodájában volt alkalmazva, 1816-tól pedig az olmützi hadapród-iskolában mint a matematika tanára működött. 1818-ban kinevezték Schwarzenberg herceg és tábornagy szárnysegédjévé, akinek emlékiratait (Bécs, 1822, újabb kiadás: 1861.) aztán sajtó alá rendezte. Ezekben az években ismerkedett meg Schönbrunnban I. Napóleon fiával, a reichstadti herceggel, aki ritka bizalommal viselkedett iránta és még legtitkosabb vágyait és reményeit sem titkolta Prokesch-Osten előtt. A katonai pályán fokozatosan emelkedve mint százados Triesztbe került, ahonnan hosszabb keleti utazásra indult. 1830-ban I. Ferenc Bécsbe hívta vissza, és a kelet lovagja (Ritter von Osten) címen nemesi rangra emelte. 1830-ban mint az osztrák hadsereg törzskari főnöke Bolognába ment, 1833-ban pedig a szultán és az egyiptomi alkirály között a béke közvetítése végett Kairóba utazott. 1834-től 1849-ig mint követ Athénben működött; eközben tábornoki és bárói rangra emelkedett, 1848-ban pedig altábornaggyá nevezték ki.
1855. december 20-án ideiglenes követ lett Konstantinápolyban, és 1867-ben ugyanott nagykövetté nevezték ki. Beust bukása után ő is visszalépett. 1863-ban táborszernagyi rangot nyert és 1871. november 3-án grófi rangra emelték. A Magyar Tudományos Akadémiában, melynek kültagja volt, Ipolyi Arnold tartott felette emlékbeszédet.
Kleine Schriften (1842-47, 7 kötet) címen sajtó alá rendezett munkáiban katonai dolgok, életleirásokkal foglalkozik és ezen felül e gyűjtemény költeményeket is tartalmaz és az 1831-33-as török-egyiptomi háborúnak történetét is közli. Költeményei közül különösen a Makkabäer című eposza és a keleti jellegű Das Gebet megemlítendők. Kiváló éremgyűjteményét megvette a berlini múzeum (1875). Hagyatékából több rendkívül érdekes és fontos munka jelent meg: Mein Verhältnis zum Herzog von Reichstadt és Zwei Sendungen nach Neapel (Stuttgart, 1878); Briefwechsel mit Herrn von Gentz und Fürst Metternich (Bécs, 1881, 2 kötet); Briefe des Grafen P., k. u. k. österr. Botschafter aus d. J. 1849-55 (uo. 1896). Mostoha atyjával, Schnellerrel való levelezését kiadta E. Münch (Stuttgart, 1870).

## Nevezetesebb művei
- Über den Feldzug 1814 (Bécs, 1823);
- Erinnerungen aus Âgypten und Kleinasien (uo. 1829-31, 3 kötet);
- Das Land zwischen den Katarakten des Nil (uo. 1832);
- Reise ins Heilige Land (uo. 1831);
- Denkwürdigkeiten und Erinnerungen aus dem Orient (kiadta Münch, Stuttgart 1836-37, 3 kötet);
- Geschichte des Abfalls der Griechen vom türkischen Reich 1821 und der Gründung des hellenischen Königreichs (uo. 1867, 6 kötet);
- Mehemed Ali, Vicekönig von Âgypten; aus meinem Tagebuch 1826-41 (uo. 1877).